# Sveti Duh na Ostrem Vrhu
Sveti Duh na Ostrem Vrhu – wieś w Słowenii, w gminie Selnica ob Dravi. W 2018 roku liczyła 109 mieszkańców.